# Ufficio del censimento degli Stati Uniti d'America
L'Ufficio del Censimento degli Stati Uniti d'America (in inglese: United States Census Bureau), è un'agenzia del dipartimento del commercio degli Stati Uniti d'America che si occupa dei censimenti (ordinati dalla Costituzione ogni dieci anni), in modo da poter determinare il numero di deputati nel Congresso per ogni stato. È anche incaricato di raccogliere statistiche riguardo alla nazione, ai suoi abitanti e all'economia.
L'istituzione del Census Bureau è codificata nel Titolo 13 dello United States Code.

## Storia
Dal 1903, l'organo di censimento ufficiale del governo degli Stati Uniti è sempre stato il Bureau of the Census. Il Bureau è comandato da un direttore, assistito da un vicedirettore e uno staff esecutivo composto dai direttori associati.

## Struttura
Il quartier generale del Census Bureau si trova al 4700 di Silver Hill Road, Suitland (Maryland).
Il Bureau ha 12 uffici regionali (Atlanta, Dallas, Los Angeles, Boston, Denver, New York, Charlotte, Detroit, Filadelfia, Chicago, Kansas City e Seattle), con centri di elaborazione supplementari organizzati temporaneamente per i censimenti decennali.
L'unico scopo dei censimenti e degli studi è quello di ottenere informazioni statistiche generali. Le risposte sono fornite da individui e istituzioni solo per permettere la compilazione di questo genere di statistiche. La riservatezza dei dati forniti è molto importante: per legge, nessuno, nemmeno il censore o qualsiasi altro impiegato del Census Bureau, ha il permesso di rivelare informazioni identificabili riguardo qualunque persona, nucleo familiare o attività commerciale.

## Regioni di censimento
Il dipartimento divide gli Stati Uniti in quattro regioni di censimento, che sono ulteriormente suddivise in nove divisioni. Queste regioni sono raggruppamenti di stati utilizzati per suddividere gli Stati Uniti per la presentazione dei risultati, e non sono costituite necessariamente da stati legati fra loro per qualche motivo geografico, storico o culturale. Le regioni sono le seguenti:
- Regione 1 (Nord - Est)
  - Divisione 1 (Nuova Inghilterra)
  - Divisione 2 (Medio-Atlantico)
- Regione 2 (Medio-occidentale)
  - Divisione 3 (Nord Est Centrale)
  - Divisione 4 (Nord Ovest Centrale)
- Regione 3 (Sud)
  - Divisione 5 (Sud Atlantico)
  - Divisione 6 (Sud-orientale Centrale)
  - Divisione 7 (Sud-occidentale Centrale)
- Regione 4 (Ovest)
  - Divisione 8 (Regione delle Montagne)
  - Divisione 9 (West Coast)